# Hibbertia
Hibbertia är ett släkte av tvåhjärtbladiga växter. Hibbertia ingår i familjen Dilleniaceae.

## Bildgalleri

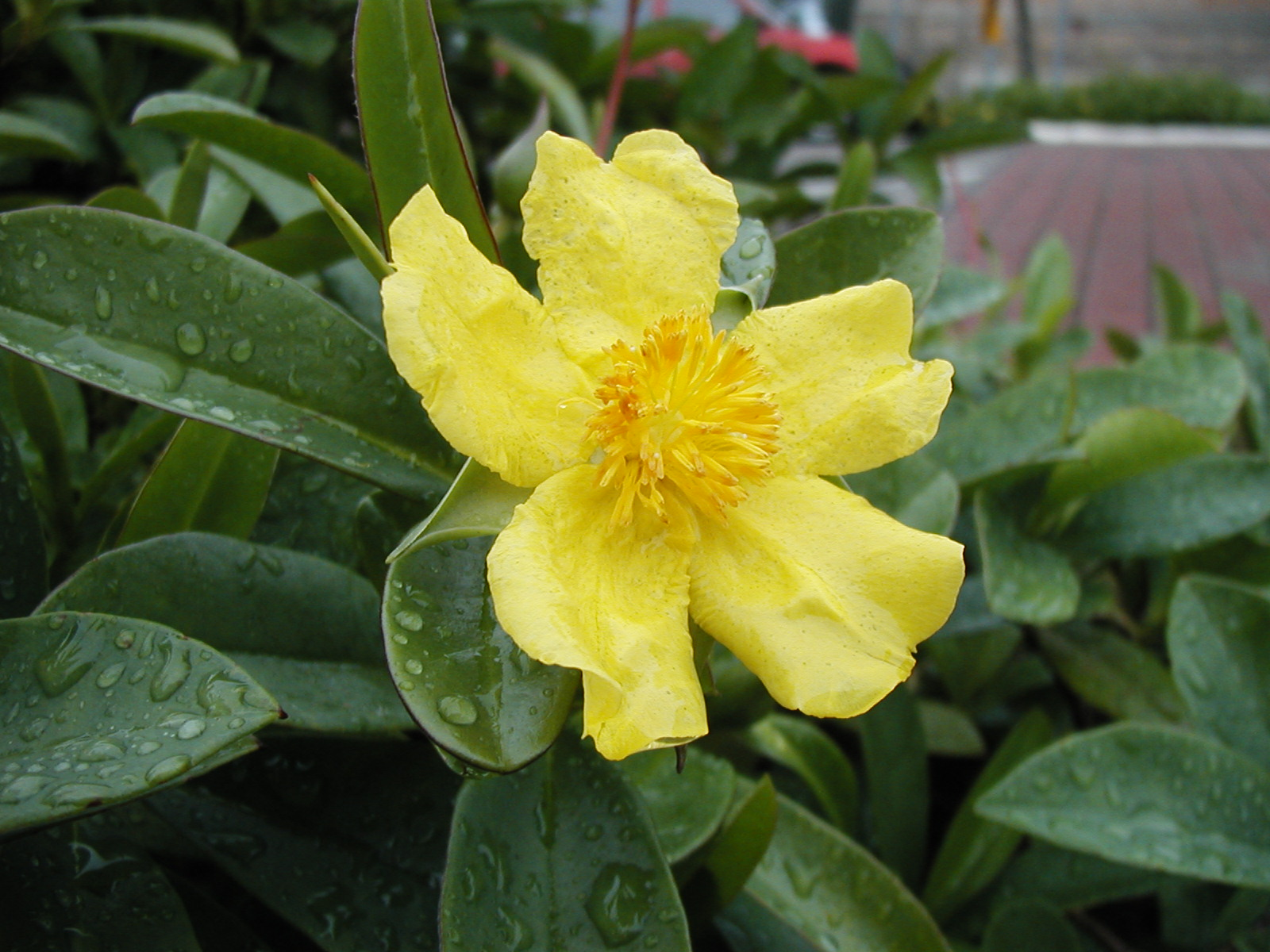
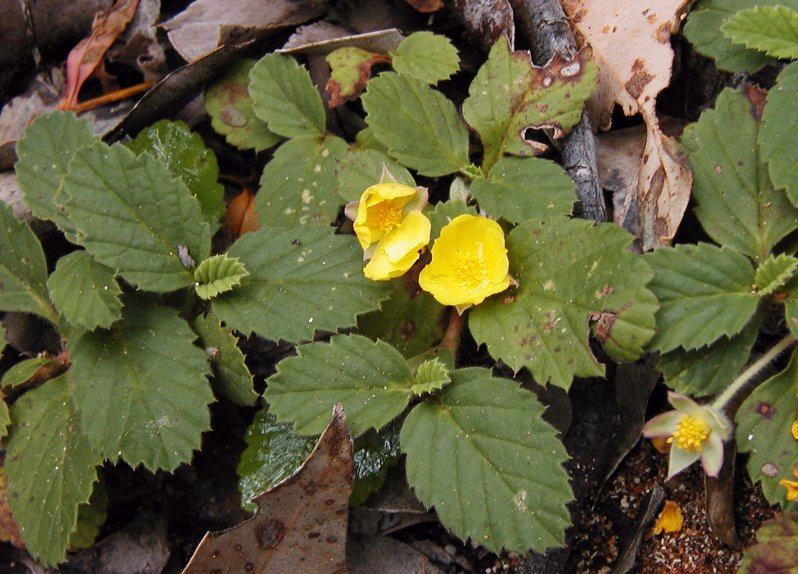

## Dottertaxa tillHibbertia, i alfabetisk ordning[1]
- Hibbertia abyssa
- Hibbertia acaulothrix
- Hibbertia acerosa
- Hibbertia acicularis
- Hibbertia acrotrichion
- Hibbertia acuminata
- Hibbertia alopecota
- Hibbertia altigena
- Hibbertia amplexicaulis
- Hibbertia ancistrophylla
- Hibbertia ancistrotricha
- Hibbertia andrewsiana
- Hibbertia androsaemoides
- Hibbertia angulata
- Hibbertia appressa
- Hibbertia araneolifera
- Hibbertia arcuata
- Hibbertia argentea
- Hibbertia argyrochiton
- Hibbertia arnhemica
- Hibbertia aspera
- Hibbertia atrichosepala
- Hibbertia aurea
- Hibbertia auriculiflora
- Hibbertia australis
- Hibbertia avonensis
- Hibbertia axillaris
- Hibbertia axillibarba
- Hibbertia banksii
- Hibbertia basaltica
- Hibbertia baudouinii
- Hibbertia bicaprellata
- Hibbertia bouletii
- Hibbertia bracteata
- Hibbertia brennanii
- Hibbertia brevipedunculata
- Hibbertia brownei
- Hibbertia cactifolia
- Hibbertia calycina
- Hibbertia candicans
- Hibbertia carinata
- Hibbertia caudice
- Hibbertia charlesii
- Hibbertia chartacea
- Hibbertia ciliolata
- Hibbertia cinerea
- Hibbertia circularis
- Hibbertia circumdans
- Hibbertia cistiflora
- Hibbertia cistifolia
- Hibbertia cistoidea
- Hibbertia commutata
- Hibbertia comptonii
- Hibbertia concinna
- Hibbertia conspicua
- Hibbertia coriacea
- Hibbertia covenyana
- Hibbertia crassifolia
- Hibbertia cravenii
- Hibbertia crinita
- Hibbertia crispula
- Hibbertia cuneiformis
- Hibbertia cunninghamii
- Hibbertia cymosa
- Hibbertia dealbata
- Hibbertia decumbens
- Hibbertia dentata
- Hibbertia deplancheana
- Hibbertia depressa
- Hibbertia desmophylla
- Hibbertia devitata
- Hibbertia diamesogenos
- Hibbertia diffusa
- Hibbertia dilatata
- Hibbertia drummondii
- Hibbertia eatoniae
- Hibbertia ebracteata
- Hibbertia echiifolia
- Hibbertia eciliata
- Hibbertia elata
- Hibbertia emarginata
- Hibbertia empetrifolia
- Hibbertia enervia
- Hibbertia exasperata
- Hibbertia extrorsa
- Hibbertia exutiacies
- Hibbertia fasciculata
- Hibbertia fasciculiflora
- Hibbertia favieri
- Hibbertia ferruginea
- Hibbertia fitzgeraldensis
- Hibbertia fractiflexa
- Hibbertia fumana
- Hibbertia furfuracea
- Hibbertia gilgiana
- Hibbertia glaberrima
- Hibbertia glabrisepala
- Hibbertia glabriuscula
- Hibbertia glebosa
- Hibbertia glomerata
- Hibbertia glomerosa
- Hibbertia goyderi
- Hibbertia gracilipes
- Hibbertia graniticola
- Hibbertia grossulariifolia
- Hibbertia guttata
- Hibbertia hamulosa
- Hibbertia haplostemona
- Hibbertia helianthemoides
- Hibbertia hemignosta
- Hibbertia hendersonii
- Hibbertia hermanniifolia
- Hibbertia heterotricha
- Hibbertia hexandra
- Hibbertia hibbertioides
- Hibbertia hirsuta
- Hibbertia hirta
- Hibbertia hirticalyx
- Hibbertia hooglandii
- Hibbertia huegelii
- Hibbertia humifusa
- Hibbertia hypericoides
- Hibbertia incana
- Hibbertia inclusa
- Hibbertia incompta
- Hibbertia inconspicua
- Hibbertia incurvata
- Hibbertia intermedia
- Hibbertia juncea
- Hibbertia kaputarensis
- Hibbertia kimberleyensis
- Hibbertia lanceolata
- Hibbertia lasiopus
- Hibbertia laurana
- Hibbertia ledifolia
- Hibbertia lepidocalyx
- Hibbertia lepidota
- Hibbertia leucocrossa
- Hibbertia ligulata
- Hibbertia linearis
- Hibbertia lineata
- Hibbertia lividula
- Hibbertia longifolia
- Hibbertia lucens
- Hibbertia malacophylla
- Hibbertia malleolacea
- Hibbertia margaretiae
- Hibbertia marginata
- Hibbertia marrawalina
- Hibbertia melhanioides
- Hibbertia microphylla
- Hibbertia miniata
- Hibbertia mollis
- Hibbertia monogyna
- Hibbertia montana
- Hibbertia monticola
- Hibbertia moratii
- Hibbertia mucronata
- Hibbertia muelleri
- Hibbertia mulligana
- Hibbertia mylnei
- Hibbertia nana
- Hibbertia nemorosa
- Hibbertia nitida
- Hibbertia notabilis
- Hibbertia notibractea
- Hibbertia novo-guineensis
- Hibbertia nutans
- Hibbertia nymphaea
- Hibbertia oblongata
- Hibbertia obtusibracteata
- Hibbertia obtusifolia
- Hibbertia oligantha
- Hibbertia oligocarpa
- Hibbertia oligodonta
- Hibbertia orbicularis
- Hibbertia orientalis
- Hibbertia ovata
- Hibbertia oxycraspedota
- Hibbertia pachyphylla
- Hibbertia pachyrrhiza
- Hibbertia paeninsularis
- Hibbertia pallidiflora
- Hibbertia pancerea
- Hibbertia pancheri
- Hibbertia papillata
- Hibbertia patens
- Hibbertia patula
- Hibbertia pedunculata
- Hibbertia perfoliata
- Hibbertia persquamata
- Hibbertia pholidota
- Hibbertia pilifera
- Hibbertia pilosa
- Hibbertia pilulis
- Hibbertia planifolia
- Hibbertia platyphylla
- Hibbertia podocarpifolia
- Hibbertia polyclada
- Hibbertia polystachya
- Hibbertia porongurupensis
- Hibbertia potentilliflora
- Hibbertia praemorsa
- Hibbertia praestans
- Hibbertia priceana
- Hibbertia procumbens
- Hibbertia propinqua
- Hibbertia prostrata
- Hibbertia psilocarpa
- Hibbertia puberula
- Hibbertia pulchella
- Hibbertia pulchra
- Hibbertia pungens
- Hibbertia pustulata
- Hibbertia quadricolor
- Hibbertia racemosa
- Hibbertia recurvifolia
- Hibbertia reticulata
- Hibbertia rhadinopoda
- Hibbertia rhynchocalyx
- Hibbertia riparia
- Hibbertia rostellata
- Hibbertia rubescens
- Hibbertia rufa
- Hibbertia rufociliata
- Hibbertia rupicola
- Hibbertia salicifolia
- Hibbertia saligna
- Hibbertia scabra
- Hibbertia scabrifolia
- Hibbertia scandens
- Hibbertia scopata
- Hibbertia selkii
- Hibbertia sericea
- Hibbertia serpyllifolia
- Hibbertia serrata
- Hibbertia sessiliflora
- Hibbertia setifera
- Hibbertia silvestris
- Hibbertia simulans
- Hibbertia solanifolia
- Hibbertia spathulata
- Hibbertia sphenandra
- Hibbertia spicata
- Hibbertia stellaris
- Hibbertia stelligera
- Hibbertia stenophylla
- Hibbertia stirlingii
- Hibbertia stricta
- Hibbertia strigosa
- Hibbertia subvaginata
- Hibbertia suffrutescens
- Hibbertia sulcata
- Hibbertia sulcinervis
- Hibbertia superans
- Hibbertia surcularis
- Hibbertia synandra
- Hibbertia tenuifolia
- Hibbertia tenuis
- Hibbertia tomentosa
- Hibbertia tontoutensis
- Hibbertia torulosa
- Hibbertia trachyphylla
- Hibbertia trichocalyx
- Hibbertia tricornis
- Hibbertia tridentata
- Hibbertia truncata
- Hibbertia turleyana
- Hibbertia ulicifolia
- Hibbertia uncinata
- Hibbertia wagapii
- Hibbertia vaginata
- Hibbertia velutina
- Hibbertia verrucosa
- Hibbertia vestita
- Hibbertia vieillardii
- Hibbertia villifera
- Hibbertia villosa
- Hibbertia virgata
- Hibbertia woronorana